# Tveta kontrakt
Tveta kontrakt var ett kontrakt i Växjö stift inom Svenska kyrkan i Jönköpings län. Kontraktet utökades och namnändrades 2016 till Södra Vätterbygdens kontrakt.
Kontraktskoden var 0606.

## Administrativ historik
Kontraktet omfattade före 1962
- Jönköpings Kristina församling som 2006 uppgick i Jönköpings Kristina-Ljungarums församling
- Ljungarums församling som 2006 uppgick i Jönköpings Kristina-Ljungarums församling
- Jönköpings Sofia församling som 2010 uppgick i Jönköpings Sofia-Järstorps församling
- Järstorps församling som 2010 uppgick i Jönköpings Sofia-Järstorps församling
- Rogberga församling som 2006 uppgick i Rogberga-Öggestorps församling
- Öggestorps församling  som 2006 uppgick i Rogberga-Öggestorps församling
- Barnarps församling
- Bankeryds församling
- Norrahammars församling före 1943 benämnt Sandseryds församling
- Månsarps församling

Församlingar som 1962 överfördes till Vista kontrakt
- Lekeryds församling
- Svarttorps församling
- Järsnäs församling
- Forserums församling
- Barkeryds församling
- Nässjö församling

Församlingar som 1983 överfördes till Vista kontrakt
- Hakarps församling
- Huskvarna församling

1962 tillfördes från Västra Njudungs kontrakt
- Ödestugu församling

## Kontraktsprostar
| Ämbetstid | Namn                         | Levnadstid | Övrigt                                    |
| --------- | ---------------------------- | ---------- | ----------------------------------------- |
| 1307      | Bo                           |            | Kyrkoherde i Barkeryds församling.        |
| 1369–1370 | Rödkar                       |            | Kyrkoherde i Jönköpings församling.       |
| 1393–1412 | Philippus                    |            | Kyrkoherde i Jönköpings församling.       |
| 1468      | Laurens Svensson             |            | Kyrkoherde i Jönköpings församling.       |
| 1542–1547 | Anders                       |            | Kyrkoherde i Jönköpings församling.       |
| 1548      | Måns Staphansson             |            | Kyrkoherde i Svarttorps församling.       |
| 1552      | Bengt                        |            | Kyrkoherde i Gränna församling.           |
| 1553–1563 | Peder                        |            | Kyrkoherde i Järsnäs församling.          |
| 1586–1589 | Matthias Matthiæ             |            | Kyrkoherde i Jönköpings församling.       |
| 1589–1618 | Magnus Jonæ                  |            | Kyrkoherde i Jönköpings församling.       |
| 1618–1623 | Petrus Hieronymi Glandius    |            | Kyrkoherde i Jönköpings församling.       |
| 1624–1647 | Joannes Baazius den äldre    |            | Kyrkoherde i Jönköpings församling.       |
| 1648–1653 | Nicolaus Andreæ Juringius    | 1590–1653  | Kyrkoherde i Jönköpings församling.       |
| 1653–1672 | Laurentius Lindelius         | 1604–1672  | Kyrkoherde i Jönköpings församling.       |
| 1673–1687 | Laurentius Gudmundi Mellinus |            | Kyrkoherde i Jönköpings församling.       |
| 1687–1708 | Erland Dryselius             |            | Kyrkoherde i Jönköpings församling.       |
| 1708–1719 | Johannes Ulmstedt            |            | Kyrkoherde i Svarttorps församling.       |
| 1719–1739 | Theodorus Arvidi Junbeck     |            | Kyrkoherde i Jönköpings församling.       |
| 1741–1765 | Carl Tiliander               |            | Kyrkoherde i Jönköpings församling.       |
| 1766–1768 | Erland Colliander            |            | Kyrkoherde i Svarttorps församling.       |
| 1769–1778 | Jacob Ekerman                |            | Kyrkoherde i Jönköpings församling.       |
| 1780–1793 | Joachim Bergman              |            | Kyrkoherde i Hakarps församling.          |
| 1794–1795 | Erland Dryselius             |            | Kyrkoherde i Rogberga församling.         |
| 1796–1807 | Johan Fovelin                |            | Kyrkoherde i Barkeryds församling.        |
| 1808–1826 | Peter Sandvall               |            | Kyrkoherde i Järsnäs församling.          |
| 1826–1850 | Johan Filén                  |            | Kyrkoherde i Hakarps församling.          |
| 1850–1873 | David Israel Sjöström        |            | Kyrkoherde i Rogberga församling.         |
| 1874–1877 | Carl Gustaf Modigh           |            | Kyrkoherde i Jönköpings församling.       |
| 1877–1882 | Per August Almquist          |            | Kyrkoherde i Hakarps församling.          |
| 1882–1909 | Manne Sundelin               |            | Kyrkoherde i Jönköpings församling.       |
| 1909–1929 | Johan Syrén                  |            | Kyrkoherde i Bankeryds församling.        |
| 1929–1932 | Johan Aron Åberg             |            | Kyrkoherde i Jönköpings Sofia församling. |